# Psiloderces longipalpis
Psiloderces longipalpis is een spinnensoort uit de familie Psilodercidae. De soort komt voor in Celebes.